# Žene u Vatikanu
Žene čine približno 5,5% građana Vatikana. Prema izveštavanju novina Herald Sun-a iz marta 2011. godine, od 572 građana s vatikanskim pasošima, 32 pasoša posedovale su žene. Jedna od njih bila je monahinja. Godine 2013. Worldcrunch je izvestio da je državljanstvo Vatikana imalo otprilike 30 žena, uključujući dve Južnoamerikanke, dve Poljakinje i tri žene iz Švajcarske. Većina žena Vatikana u tom periodu bile su iz Italije.

## Građanke
Među ženama koje su živele u Vatikanu bila je i jedna od ćerki električara, koja se kasnije udala i „izgubila pravo na život” u gradu. Druga žena koja živi u Vatikanu je Magdalena Volinjska-Rijedi, koja je poljski prevodilac i supruga jednog od švajcarskih gardista.

## Državljani Vatikana
Među ženama koje imaju državljanstvo Vatikana nalazi se jedan vojni oficir, dve učiteljice (jedna predaje u srednjoj školi, druga u vrtiću) i jedna akademkinja. Žene dobijaju državljanstvo Vatikana udajom (kao kršteni katolici) za svoje partnere, ali takvo državljanstvo „traje samo za vreme njihovog boravka” u Vatikanu.

## Značaj žena
U prošlosti, ženama nije bilo dozvoljeno otvaranje bankovnih računa u Vatikanu. Vrednost žena u gradu istaknuta je tokom vladavine papa Jovana Pavla II i Benedikta XVI. Jedna od pomoćnica urednika i poverljivi savetnik pape Benedikta XVI bila je žena, koja se zove Ingrid Stampa. Dana 21. aprila 2013. godine, The Telegraph je izvestio da papa Franja namerava da imenuje „više žena na ključna mesta u Vatikanu”. U maju 2019. godine, papa je imenovao tri žene za savetnice Generalnog sekretarijata za Arhijerejski sinod o mladima, veri i profesionalnom razlučivanju, što se smatra istorijskim trenutkom u crkvenoj praksi. Pored toga, L'Osservatore Romano, dnevne novine u Vatikanu, bave se objavljivanjem dopunskih stranica koje se bave ženskim pitanjima. Ženama nije dozvoljeno hirotonisanje u prezviterat ili episkopiju mada komisija trenutno proučava pitanje mogu li žene služiti kao neredirane đakonije (đakonice).

## Odevanje
Od posetilaca koji obilaze Baziliku Svetog Petra, Sikstinsku kapelu ili muzeje Vatikana u Vatikanu, očekuje se nošenje odgovarajuće odeće, bez obzira na pol. Kratka odeća, šorts, minići i kape (za muškarce u zatvorenom prostoru) nisu dozvoljeni. Žene mogu nositi tradicionalni crni veo ili šešir, po izboru. Kodeks za papsku publiku je nešto formalniji. Žene ne mogu da nose odeću koja ne pokriva ramena i kolena.

## Glasačka prava
Vatikan je jedina država na svetu koja nema glasačka ili izborna prava. Oba prava nemaju ni muškarci ni žene, jer se u Vatikanu ne održavaju izbori. Shodno tome, građani ni državljani nemaju glasačka prava. Članove Papske komisije za državu Vatikan, koja čini zakonodavno telo Vatikana, imenuje papa.
Papu, koji služi kao šef države, bira Kardinalski zbor Katoličke crkve. Zbor je deo Svete Stolice, koja čini odvojeni suvereni entitet od Vatikana. Kardinali u Katoličkoj crkvi moraju biti muškog pola i obično su to biskupi, a samo muškarci imaju pravo da budu izabrani za papu. Međutim, imajući u vidu da je „kardinal” privilegija i služba koju daje papa; s đakonom, sveštenikom i episkopom, teoretski je moguće prilagoditi zakone kako bi se uključile žene u izbor za kardinala. Međutim, takav ishod trenutno ima malu verovatnoću. 

## Razvod
Vatikan je jedna od dve suverene države koje ne dozvoljavaju razvod. Druga država je Republika Filipini.

## Prekid trudnoće
Vatikan je jedna od pet zemalja u svetu u kojima je abortus nezakonit (ostale su: Malta, Dominikanska Republika, Salvador i Nikaragva) jer se država pridržava kanonskog zakona Rimokatoličke crkve. Kanon 1398 navodi da su postupci pobačaja čija je direktna svrha uništavanje embriona, blastociste, zigote ili fetusa moralno neprihvatljivi.
Međutim, u skladu s principom dvostrukog efekta, u retkim slučajevima dozvoljen je indirektni pobačaja, kao što je slučaj kada se u vanmaterničnoj trudnoći jajovod ukloni ili u slučajevima raka jajnika. U ovim slučajevima postupak je usmeren samo na očuvanje ženskog života, a smrt ploda, iako je predviđena, nije voljna ni kao kraj, ni kao sredstvo za postizanje željenog efekta.

## Donne in Vaticano
U septembru 2016. godine, vatikanske vlasti odobrile su osnivanje Donne in Vaticano, prvog udruženja u Vatikanu namenjenog isključivo ženama. Članovi udruženja su novinari, teolozi i ekonomisti.